# 東班士利 (英國國會選區)
東班士利（英語：Barnsley East），英國國會一郡選區，包括英格蘭約克郡-亨伯南約克郡班士利。
始於1983年，1997年撤銷，2010年恢復。本區是工黨佔優的選區。在2010年大選中工黨的邁克爾·杜格以47.0%選票勝出該區。